# Gran Premi d'Alemanya del 2005

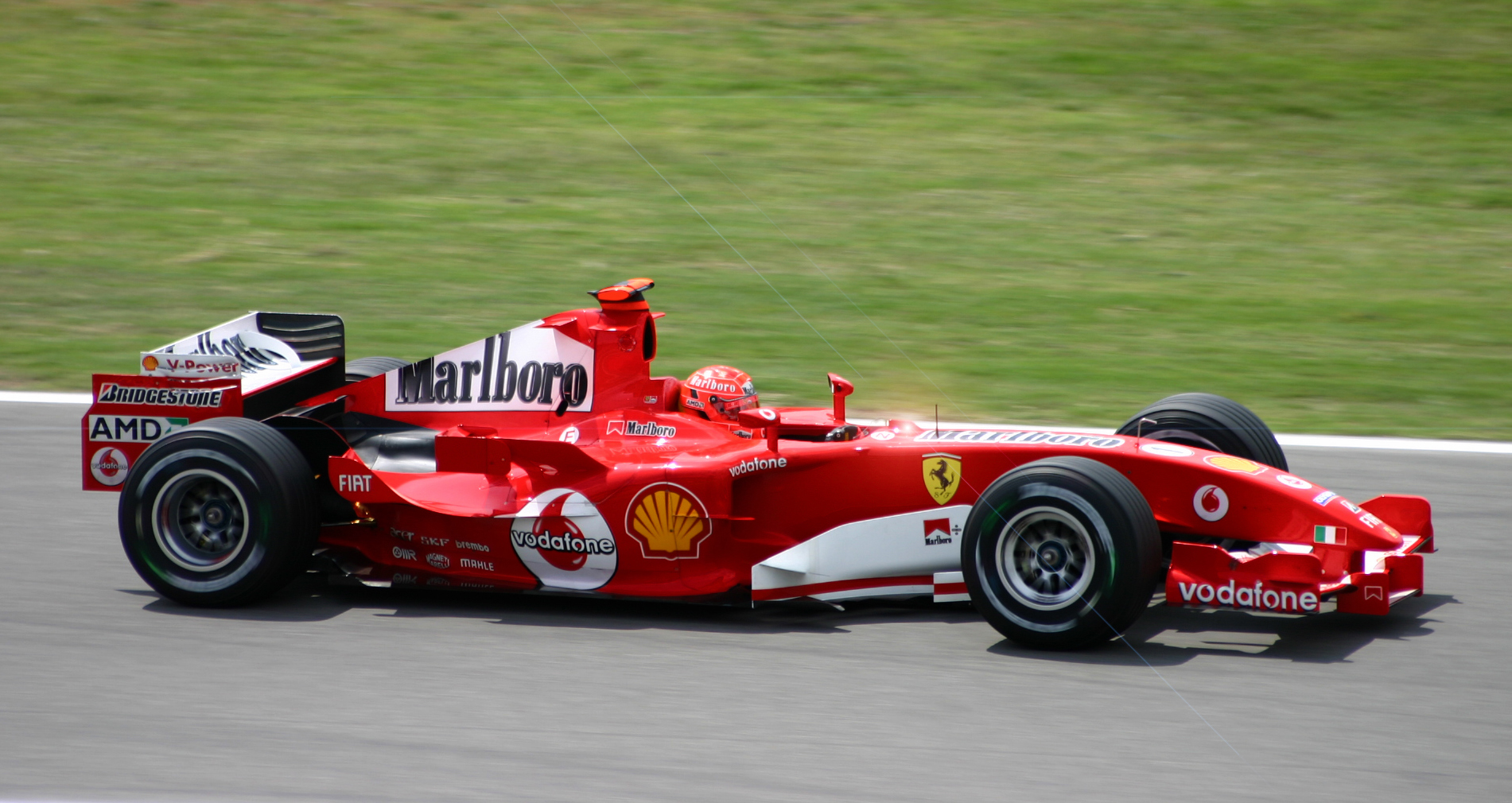
Michael Schumacher disputant el Gran Premi d'Alemanya.

Resultats del Gran Premi d'Alemanya de Fórmula 1 de la temporada 2005, disputat al circuit de Hockenheim el 24 de juliol del 2005.

## Resultats
| Pos | No | Pilot                | Equip               | Voltes | Temps/ Retirada | Pos. de sortida | Punts |
| --- | -- | -------------------- | ------------------- | ------ | --------------- | --------------- | ----- |
| 1   | 5  | Fernando Alonso      | Renault             | 67     | 1h 26' 28.599   | 3               | 10    |
| 2   | 10 | Juan Pablo Montoya   | McLaren - Mercedes  | 67     | + 22.5 s        | 20 †            | 8     |
| 3   | 3  | Jenson Button        | BAR - Honda         | 67     | + 24.4 s        | 2               | 6     |
| 4   | 6  | Giancarlo Fisichella | Renault             | 67     | + 50.5 s        | 4               | 5     |
| 5   | 1  | Michael Schumacher   | Ferrari             | 67     | + 51.6 s        | 5               | 4     |
| 6   | 17 | Ralf Schumacher      | Toyota              | 67     | + 52.2 s        | 12              | 3     |
| 7   | 14 | David Coulthard      | Red Bull - Cosworth | 67     | + 52.7 s        | 11              | 2     |
| 8   | 12 | Felipe Massa         | Sauber - Petronas   | 67     | + 56.5 s        | 13              | 1     |
| 9   | 15 | Christian Klien      | Red Bull - Cosworth | 67     | + 1' 09.8 min.  | 10              |       |
| 10  | 2  | Rubens Barrichello   | Ferrari             | 66     | + 1 Volta       | 15              |       |
| 11  | 8  | Nick Heidfeld        | Williams - BMW      | 66     | + 1 Volta       | 7               |       |
| 12  | 4  | Takuma Sato          | BAR - Honda         | 66     | + 1 Volta       | 8               |       |
| 13  | 21 | Christijan Albers    | Minardi - Cosworth  | 65     | + 2 Voltes      | 16              |       |
| 14  | 16 | Jarno Trulli         | Toyota              | 64     | + 3 Voltes      | 9               |       |
| 15  | 11 | Jacques Villeneuve   | Sauber - Petronas   | 64     | + 3 Voltes      | 14              |       |
| 16  | 19 | Narain Karthikeyan   | Jordan - Toyota     | 64     | + 3 Voltes      | 19              |       |
| 17  | 18 | Tiago Monteiro       | Jordan - Toyota     | 64     | + 3 Voltes      | 18              |       |
| 18  | 20 | Robert Doornbos      | Minardi - Cosworth  | 63     | + 4 Voltes      | 17              |       |
| NC  | 7  | Mark Webber          | Williams - BMW      | 55     | + 12 Voltes     | 6               |       |
| Ret | 9  | Kimi Räikkönen       | McLaren - Mercedes  | 32     | Hidràulics      | 1               |       |

## Altres
- Pole: Kimi Räikkönen 1' 14. 320

- Volta ràpida: Kimi Räikkönen 1' 14. 873 (a la volta 24)